# Мокричник купчастий
Мокричник купчастий, мінуарція скупчена  (Minuartia glomerata) — вид рослин з родини гвоздичних (Caryophyllaceae); зростає у східно-центральній і південно-східній Європі. Етимологія: лат. glomeratus — «скупчений».

## Опис
Однорічна чи дворічна рослина 15–20 см заввишки. Опушення волохате, з коротких залозистих волосків. Листки ланцетно-лінійні, 8–15 мм завдовжки. Більшість квіток скупчені в головчасте суцвіття. Чашолистки ланцетні, шиловидно загострені, з 1 жилкою. Пелюстки на 1/3 або в 2 рази коротші за чашолистки. Листки протилежні. Віночок 2–3 мм в діаметрі, білий. Плід — коробочка. 

## Поширення
Поширений у східно-центральній і південно-східній Європі (Албанія, Болгарія, Греція, Угорщина, Македонія, Молдова, Румунія, Словаччина, Туреччина в Європі, Україна).
В Україні вид зростає на сухих відкритих місцях — у Правобережному Лісостепу, Степу та Криму, спорадично.